# Ärtholmen, Malmö
För andra betydelser, se Ärtholmen.
Ärtholmen är ett delområde i stadsdelen Hyllie, Malmö. 
Området avgränsas i norr av Stadiongatan mot delområdet Stadion, i öst av en serie stigar mot Södertorp, i syd av Ärtholmsvägen mot Holma och Kroksbäcksparken och i väst av (delar av) Kroksbäcksstigen mot Bellevuegården.
Ärtholmen består mestadels av ett stort koloniområde av cirka 500 kolonilotter som i stort sett alla har kolonistugor. Koloniområdet anlades redan på 1940-talet, och låg då en bra bit utanför stan. Ärtholmsgården, som marken förr tillhörde, finns kvar som restaurang och samlingslokal mitt på området. Här finns även en minigolfbana och en dansbana. Vintertid stängs vattnet av, och då är det inte tillåtet att bo i stugorna. Den östligaste delen av koloniområdet Ärtholmen tillhör inte delområdet Ärtholmen utan delområdet Södertorp.
Ärtholmens nordligaste del fungerar i praktiken som en sydlig förlängning av det idrottsrelaterade Stadionområdet, med två fotbollsplan och en plan för kastsporter (diskus, kula, spjut). Mellan de båda fotbollsplanerna har social hemtjänst ett av sina kontor. Längst i nordost i ligger shoppingcentret Stora Coop Stadion med tillhörande parkering.